# Heinz Strüning
Heinz Strüning, nemški častnik, vojaški pilot, letalski as, * 13. januar 1912, † 25. december 1944.
Med drugo svetovno vojno je v 280 bojnih poletih sestrelil 56 letal, vse ponoči.
Na pogrebu Helmuta Lenta je bil eden od šestih članov častne straže, ki so jo sestavljali letalski asi in nosilci viteškega križca železnega križca: Oberstleutnant Günther Radusch, Oberstleutnant Hans-Joachim Jabs, Major Rudolf Schoenert, Hauptmann Heinz Strüning, Hauptmann Heinz-Martin Hadeball in Hauptmann Paul Zorner.

## Odlikovanja
- Ehrenpokal der Luftwaffe (12. junij 1941)[2]
- Nemški križec v zlatu (10. julij 1942)[3]
- Železni križec II. in I. razreda
- Viteški križec železnega križca (29. oktober 1942)[4]
- Viteški križec železnega križca s hrastovimi listi (20. julij 1944)[4]
- omenjen v Wehrmachtbericht (2. junij 1942)